# Heinrich Kulka
Heinrich Kulka, také dle vlastní volby Jindřich nebo Henry, (29. března 1900, Litovel – 9. května 1971, Auckland, Nový Zéland) byl moravský architekt, klíčový v hnutí modernismu, a obzvláště ve vývoji středoevropského architektonického stylu Raumplan mezi lety 1919 a 1938. Kulka přenesl tento Loosův přístup k prostorovému plánování a k užití přírodních materiálů na Nový Zéland (1940–1971), kde se stal průkopníkem moderní architektury.

## Život

### Mládí a pobyt ve Vídni
Jindřich Kulka se narodil 29. března 1900 do židovské rodiny v Litovli. Jeho otec Moritz byl vlastníkem a provozovatelem obchodu s textilem. Henry měl dvě starší sestry. Mladý Henry započal základní studium ve Vídni, kde zůstal a později studoval architekturu na Technické Universitě ve Vídni (Technische Universität Wien). Bohužel studium ho neinspirovalo a nezískal kvalifikace. Namísto univerzitního studia se rozhodl pokračovat ve svém architektonickém vývoji coby student ideologa a průkopníka moderního stylu Adolfa Loose. V roce 1919 se Henry stal Loosovým asistentem. Během několika let pomáhal vést Loosovu a dále společnou praxi. V roce 1927 již vedl praxi coby plnohodnotný partner. V roce 1927 se Kulka oženil s Hildou Beranovou. Henry a Hilda měli dvě děti, Richarda a Elizabeth (Maru). Mladí manželé vedli bohatý intelektuální život ve Vídni. Po Loosově smrti, Kulka pokračoval v jeho práci ve Vídni.

### Emigrace před nacisty
V roce 1938 nacistická okupace Rakouska donutila Kulku a jeho rodinu k útěku do Československa kde žila rodina Hildy. Před nacismem se mu podařilo uniknout za dramatických okolností do Anglie a odtud po přímluvě Jana Masaryka Arnolda Schoenberga, a Karen Michaelis se mu podařilo získat víza na Nový Zéland, kde se s rodinou sešel.

### Druhá emigrace
Po skončení války se vrátil do staré vlasti a žil krátce s rodinou v Hradci Králové. Pak však zavčas rozpoznal nebezpečí nadcházející další totality a natrvalo přesídlil do Aucklandu na Novém Zélandu. V Aucklandu kde získal zaměstnání se společností Fletcher Construction. Zde se stal hlavním architektem. Do šedesátých let Kulka pro Fletcher Construction Company navrhl řadu obchodních i soukromých obytných budov. Během důchodu, od 1960 do jeho smrti v 1971, Kulka úspěšně navrhl i realizoval řadu soukromých staveb.
Během let důchodu od 1960 do smrti v roce 1971 Kulka úspěšně navhrl i realizoval řadu soukromých staveb. Kulka zemřel v Aucklandu, ve věku 71 let.

## Dílo

### Rané práce
V roce 1919, po krátkém období na Technické univerzitě ve Vídni, Henry Kulka započal studium ve Stavitelské Škole průkopnického architekta Adolfa Loose.
Loos zdůrazňoval, že veškerá architektura má souviset s lidskou činností a vyvíjejí se z ní: tvar následuje funkci. Loos byl proti zbytečné výzdobě v architektuře. Prosazoval použití neporušených přírodních materiálů a respekt vůči odbornému řemeslnému zpracování. Jeho návrhy zahrnovaly specifikace vnitřního ostění kvalitních materiálů, například mramor či dřevo. Jedinečnou vlastností Loosova designu bylo trojrozměrné plánování později Kulkou pojmenované Raumplan. Kulka jej popisoval následujíce “Místnosti jeho domů se nacházejí na různých úrovních, vzájemně souvisejí v harmonickém rozměru, prostor tekoucí do prostoru, tvořící kompaktní celek. Úrovně nejsou vázány na zvláštní podlahu (přízemí, první patro apod.) A nejsou výsledek, který jednoduše rozděluje vysokou místnost na mezipatrové části. Podlahy jsou vzájemně propojené místnosti s otevřenými výhledy, a úrovně spojené schody.“
Vzhledem k tomu, že Kulkovi bylo blízké Loosovo myšlení a měl nadání pro trojrozměrné projektování, stal se velice rychle Loosovým asistentem a později partnerem; při tom neustále rozvíjel koncept Raumplanu.
V roce 1922 Kulka pomáhal Loosovi při realizaci prvního krychlového domu ve stylu Raumplan - Ruferova vila v Hietzingu ve Vídni.
Mezi rokem 1922 a 1923 Kulka autonomně navrhl kubický Raumplan v menších krychlových rozměrech než Ruferov vila. Kulkův samostatně navržený prototyp se následně stal známým jako Cubic, Dice nebo Würfelhaus. O deset let později jej Kulka realizoval ve Vídni, na Künnlglbergasse 55.
Během období 1923–1927 pracoval Kulka mezi Stuttgartem, Vídní a Paříží. Loos v této době sídlil v Paříži. Kulka spolupracoval s Ernstem Otto Oswaldem na vítězném návrhu soutěže- Stuttgart Tagblatt věže, která byla postavena v roce 1927. V roce 1927 Kulka strávil rok vedením Loosovy kanceláře v Paříži, kde vedl návrhy Villy Moller Raumplan (poté, co se Loos a Kulkův kolega Zlatko Neuman vrátili do Záhřebu), módních butiků Paris Knize a další nerealizované projekty jako je slavná Raumplan vila pro Josephine Baker.
V roce 1928 se Kulka a Loos vrátili do Vídně kde vedli praxi coby plnohodnotní spolupracovníci. Hilda Kulková, rozená Beranová,v tomto období pracovala jako manažerka jejich kanceláře. V posledních letech života se Loosovo zdraví zhoršovalo a byl méně a méně aktivní.
Během těchto let byly díla, například Khunerův dům v Semmeringu (Rakousko, postaven 1929), často připisovaná Loosovi, přestože je navrhnutý hlavně Kulkou. Během tohoto období se Kulka také podílel na návrhu Müllerovy vily v Praze a budov vzorového sídliště Werbungsiedlung ve Vídni.
V roce 1930 napsal Kulka knížku o práci Loose; "Adolf Loos: Práce architekta", vydanou Anton Schroll Verlag.

### Pozdní práce v Evropě
Po Loosově smrti v roce 1933 Kulka dále rozvíjel jejich praxi ve společné vídeňské kanceláři a otevřel pobočku v Hradci Králové pro zakázky v Čechách a na Moravě. (Např. v roce 1937 je v tisku označen jako „královéhradecký architekt“.)
V letech 1932–1939 rozvinul Kulka novou typologii krychlových Raumplan vil a bytů. Kromě funkčnosti byl Kulkův přístup humanistický. Zvažoval pocity lidí, kteří obývali prostor jeho budov, snažil se jim dát pocit harmonie a blahobytu. Mezi tyto stavby patří například Weissmannův dům v Hietzingu ve Vídni, postavený v roce 1932, byt Oskara Semlera v Plzni, dokončený v roce 1934. Dále byl v roce 1934 realizovaný malý horský domek ve Špičáku v Železné Rudě pro Dr. Samuela Teichnera, a Vila Holzner v Hronově u Náchoda.

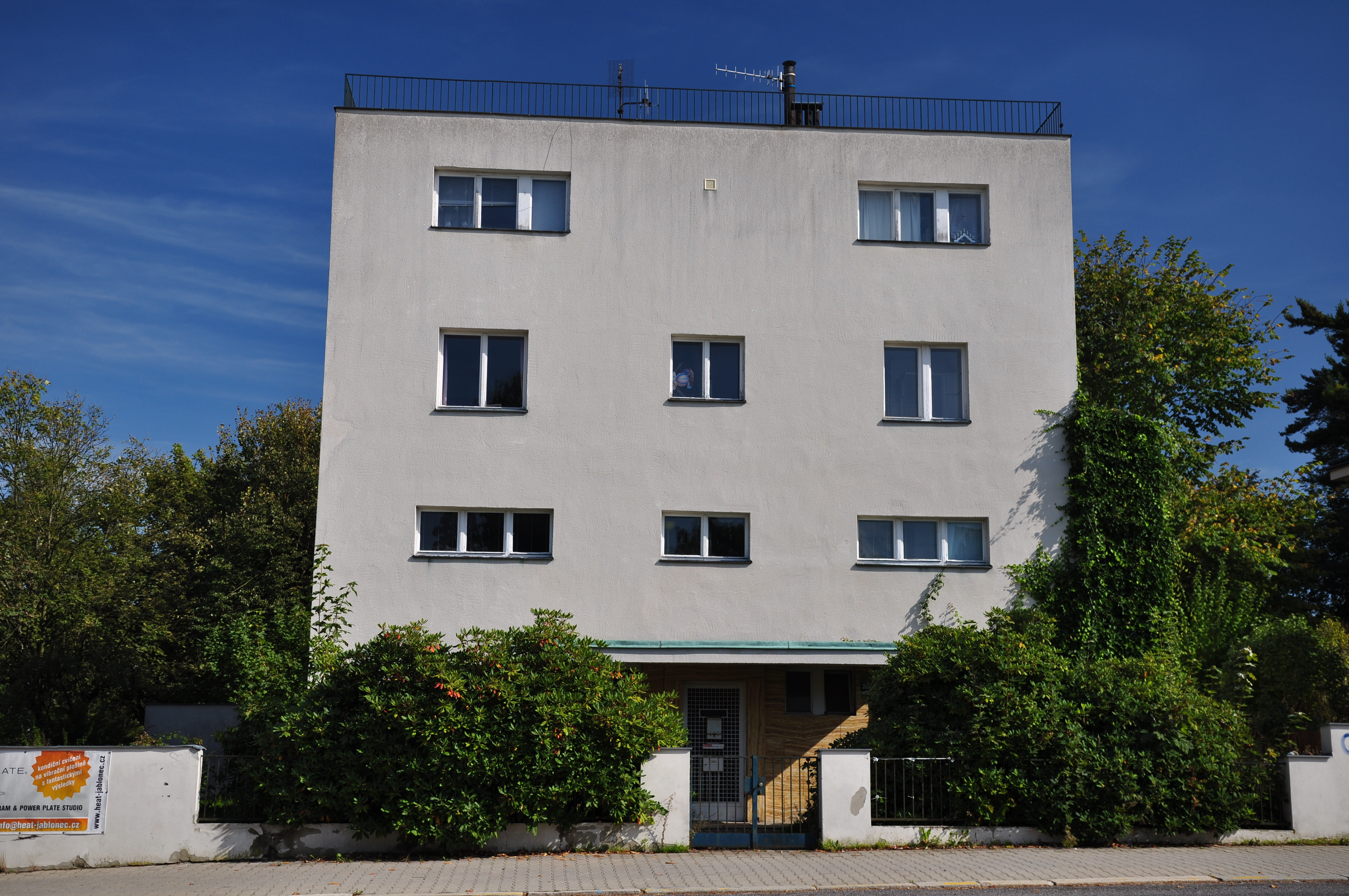
Kantorova vila

Dobrým příkladem Kulkova přístupu k užití Raumplanu v této době je Kantorova vila v Jablonci nad Nisou z roku 1934. Tato krychlová stavba byla přizpůsobena požadavkům lékaře, který potřeboval funkční poradenskou místnost uloženou v korpusu pohodlného rodinného domova. Krychlový exteriér budovy je vymalován v jemném štuku se symetrickým průnikem v přední fasádě a funkčním asymetrickým umístěním okenních otvorů po stranách domu. Symetrie fasády je udržována pomocí klasického stěnového projekčního pláště, který zajišťuje vnitřní cirkulaci. Interiér vily je obložen světlým dřevem a mramorem. Dům má větší okna než vily, na kterých Kulka spolupracoval s Loosem. Nechává vniknout více světla a zahrnuje světlejší chromatický výběr obkladových materiálů. Jedná se o uvolněnější a jemnější uplatnění prostorového přechodu; vila Kantor rozvinula raumplanning a představuje změny, které Kulka přenesl do své pozdější práce na Novém Zélandu.

### Práce na Novém Zélandu
Kulka pochopil, že nemůže na Nový Zéland transplantovat svůj evropský způsob projektování. Očividně se přizpůsobil velmi rozdílným podmínkám, které zahrnovaly jiné klima, stavební postupy, materiály a dostatek prostoru. Kompaktní styl budovy, který charakterizoval jeho vertikálně orientované evropské projekty, byl méně potřebný. Zachoval mnoho prvků, které charakterizovaly jeho evropské domy, jako jsou vestavěné posezení kolem krbu, vestavěný nábytek na okraji místností, vyvýšené jídelní plochy, které se otvírají k obytné místnosti, a ploché střechy. Kulka měl mimořádný smysl pro kvalitu a rozpoznal krásu novozélandského dřeva, lemoval své domy jemným dřevěným obložením.
Kulka řekl, že "chtěl, aby interiéry jeho domů vypadaly jako housle zevnitř". Zpočátku považovala veřejnost jeho styl za excentrický a provokativní, ale po čase ho mladí moderní architekti napodobovali.
Od roku 1940 do roku 1960 byl Kulka hlavním architektem stavební firmy Fletcher, pro kterou navrhl řadu komerčních a veřejných budov i soukromých domů.
Jeho návrhy byly romanité: rodinné domy, bungalovy, plážové domy, chalupy v buši, galerijní domy, byty, knihovny, kostely a památky. Ty byly většinou realizovány na Novém Zélandu, v omezeném množství na Samoi, Tonze a Fidži. Kulka důsledně sledoval změny v technologii budov a využíval tyto nové techniky ve svých obchodních návrzích. Odhaduje se, že Kulka navrhl a realizoval přes 100 obchodních struktur po dobu poválečné industrializace Nového Zélandu. Mezi charakteristické rysy Kulkových obchodních struktur patří jednoduché, pevné fasády které se vyhýbají strukturálnímu a dekorativnímu exhibicionismu. Jejich jednoduché exteriéry byly přizpůsobeny poválečné náladě, která upřednostňovala občanskou skromnost a užitečnost. Recepční a stravovací prostory těchto obchodních objektů byly lemovány místním dřevem a kamenem. Kulka představil mnoho inovací ve svých průmyslových designech, včetně přirozeného osvětlení a zavedení zasklených továrních stropů na Nový Zéland. V budově E. Robinson (1959) navrhl Kulka dvojitý okenní systém tak, aby kanceláře v hlubších úsecích této konstrukce mohly těžit z vnitřních skleněných fasád, které umožnily aby přirozené světlo proniknulo do těchto pracovních prostor. Ve vchodu do budovy Fletcher (1941–1942) navrhl Kulka dramatické zahnuté schodiště lemované světlým mramorem a místním žlutým dřevem.
Soukromě Kulka realizoval přes 40 dřevěných domů na celém území Nového Zélandu. Jeho dřevěné domy byly inovativní ve svém prostorovém a materiálovém rozlišení. Halberstamův dům ve Wellingtonu (1945) je vynikajícím příkladem Kulkovy schopnosti navrhnout kompaktní minimalistické byty. Jednopatrový bungalov se nachází na vrcholu malého kopce ve Wellingtonu. Měl skromný rozpočet a komisařům byla předložena řada poválečných stavebních omezení. Navzdory těmto omezením postavil Kulka působivý krychlový bungalov s tmavě mořeným dřevěným exteriérem, a ze světelného a uklidňujícího interiéru, skládaný z jemných medově zbarvených dřevěných panelů a čisté vláknité omítky. V tomto malém rodinném domě je malé piano nobile postavené rafinovaně do salonku. Tento výklenek je oddělen od hlavního těla salonku minimálním gestem knihovny, která je mírně vysunutá do salonku. Malý snížený strop nad nobilem dodává pocitu oddělitelnosti a přilnavosti tohoto pod prostoru. Vestavěné sezení na obou stranách krbu je umístěno s výhledem na severní kopce a přírodní světlo. Komfort, hospodárnost a funkčnost jsou spojeny pro pocit jemné uhlazenosti. Bez ohledu na to, že vila Halberstamu je ve srovnání s jinými Kulkovými domy na Novém Zélandu velice skromná, zůstává příkladem Kulkovy práce prostorově i materiálně.
Kulkova plodná stavební kariéra na celém území Nového Zélandu nadále ovlivňuje moderní architekturu na Novém Zélandu.

## Stavby a realizace v Evropě

### Loosův asistent
- 1919-1922, Heuberg a Lainz Siedlungs, Vídeň
- 1922, Vila Rufer, Vídeň
- 1922–23, 20 projekt dřevěných domků, (nerealizovaný)
- 1927, Kníže, pánský návrhář, Paříž
- 1927, Vila Moller, návrhy v Paříži, stavba pod dohledem Jacquese Groaga, Vídeň
- 1927, Maison Baker, Raumplan Projekt (nerealizovaný), pro Josephine Baker
- 1928, Müllerova vila, Praha

### Spolupráce s Loosem
- 1928, obchodní dům Zelenka, (nerealizovaný), Vídeň
- 1929, Bojko Raumplan Villa Project (nerealizovaný), Vídeň
- 1929, Portal, Obchod s pánskou módou, Albert Matzner, Rotenturmstrasse 6, Vídeň
- 1930, Portal, Obchod s pánskou módou, Albert Matzner, Kohlmessergasse 8, Vídeň
- 1930, Venkovské sídlo (Landhaus) Khuner, Kreuzberg, Payerbach
- 1932, Werkbundsiedlung Doppelhäuser, Hietzing, Vídeň

### Samostatná evropská díla
- 1930, Kawafag Weekendhaus, Type Hygiene, realizovaný v Drážďanech v 1931
- 1932, Vila Weissmann, krychlový Raumplan, Hietzing, Vídeň
- 1933, Raumplan byt Oskara Semlera, Plzeň
- 1934, Teichnerova vila, horský Raumplan domek, Špičák/Železná Ruda
- 1934, Kantorova vila, krychlový Raumplan, Jablonec nad Nisou
- 1934 Kníže, pánské oděvy, Praha
- 1935, Prodejna Royal Tobacconist, Bukurešť
- 1935, Obchod s Parker propiskami, Vídeň
- 1937, Vila Hoeboken, Vídeň
- 1938–39, Löwenbachovy činžovní domy, Hradec Králové
- 1939, Holznerova vila Raumplan, Hronov

## Vybraná novozélandská díla

### Komerční
- 1941, Hlavní kanceláře společnosti Fletcher a továrna na překližky, Auckland
- 1944, Factory Dominion Industries, Dunedin
- 1947, kostel Metodické církve, Apia, Western Samoa
- 1948, Projekt pro Národní Banku Nového Zélandu, Auckland
- 1953, Portland Cement Works, Whangarei
- 1954, Dalgety & Co., Hamilton
- 1955, C.L Innes and Co. Ltd, Hamilton (nyní přejmenováno na Meteor Theatre)
- 1955, Factory and Offices Fisher & Paykel, Auckland
- c. 1955, Kempthorn & Prosser, renovace
- 1957, Vulcan Steel, Auckland
- c. 1959, Robinson Printing Works, Auckland
- 1959, Dominion Breweries, přístavba

### Vybraná soukromá sídla
- 1947, Briess dům, St Heliers, Auckland
- 1948, Friedlander dům, Západní Auckland, Auckland
- 1948, Tretter dům, Kohimarama, Auckland
- c.1952, Hoffmann dům, Drury
- 1958, Fletcher dům, Epsom, Auckland
- 1960, Speight Road byty, Mission Bay, Auckland
- 1960, Strauss dům, St Johns, Auckland
- 1962, Schenierer dům, Howick, Auckland
- 1964, Fischmann dům, Remuera, Auckland
- 1965, Fraser dům, Te Awamutu, Auckland
- 1966, Mayerhoffler dům, Blockhouse Bay, Auckland
- 1967, Dům Marti and Gerrard Friedlander, Herne Bay, Auckland
- 1969, Marleyn dům, North Shore, Auckland

## Publikace
Kulka napsal řadu odborných textů o architektuře, včetně:
- Kulka, H, ‘Das Kawafag-Weekendhaus. Type Hygiene-Dresden 1930-31’, Das Kawafag-Eigenheim, Nr. 3 (1931)
- Kulka, H, ‘Adolf Loos: Das Werk des Architekten’ (Vienna: Anton Schroll Verlag), 1931
- Kulka, H, ‘Adolf Loos’, Österreichische Kunst 1 (1931)
- Kulka, H, ‘Byt a Umeni’, O nezbytnych a zbytecnych vecech v modernim byte, 4, (1931)
- Kulka, H, ‘Portal, Wien 1, Rotenturmstrasse mit A. Loos’’, Profil, 2:4 (1934)
- Kulka, H, ‘Dom jednorodzinny Wien-Lainz’ Dom Osiedle Mieszkanie, 7, (1936)
- Kulka, H, ‘A Small House in Vienna’, The Architect and Building News, 145, 25.03.1936
- Kulka, H, ‘Ein Arzthaus in Gablonz, Forum (Bratislava) 7 (1937)
- Kulka, H, ‘Adolf Loos: 1870-1933’, in Architects’ Year Book 9, ed, by. Trevor Dannatt (London: Elek, 1957)
- Kulka, H, ‘Bekenntnis zu Adolf Loos’ Alte und Moderne Kunst 15 (1970)